# Blake Gillikin
Blake Thomas Gillikin (Atlanta, 21 gennaio 1998) è un giocatore di football americano statunitense che milita nel ruolo di punter per gli Arizona Cardinals della National Football League (NFL).

## Carriera

### New Orleans Saints
Al college giocò a football a Penn State. Dopo non essere stato scelto nel Draft NFL 2020 il 27 aprile firmò con i New Orleans Saints. Il 9 settembre 2020 fu inserito in lista infortunati.
Gillikin fu nominato punter titolare dei Saints per la stagione 2021 dopo che fu svincolato il veterano Thomas Morstead.
Dopo la stagione 2022, i Saints non offrirono il rinnovo a Gillikin che il 15 marzo 2023 divenne free agent. Tuttavia il Giorno successivo rifirmò con la squadra. Fu svincolato il 29 agosto 2023 dopo essersi visto preferito Lou Hedley come punter titolare.

### Arizona Cardinals
Il 3 ottobre 2023 Gillikin firmò con gli Arizona Cardinals.
Nel nono turno della stagione 2024, Gillikin fu premiato come miglior giocatore degli special team della NFC della settimana dopo avere calciato 4 punt, di cui tre nelle 20 yard avversarie, nella vittoria sui Chicago Bears.